# 高寨子街道
高寨子街道，是中华人民共和国陕西省汉中市宁强县下辖的一个街道办事处。
2015年，陕西省民政厅批复同意撤销高寨子镇，设立高寨子街道办事处。

## 行政区划
高寨子街道下辖以下地区：
高寨子村、戚家垭村、大安沟村、韩家坝村、薛家坝村、赵家田坝村、张家坪村、筒车河村、古城村、肖家坝村、何家院村和三岔河村。